# Ceraclea morsei
Ceraclea morsei is een schietmot uit de familie Leptoceridae. De soort komt voor in het Palearctisch gebied.